# Шпигун по сусідству
Шпигун по сусідству (ориг. назва The Spy Next Door) — комедійний фільм з Джекі Чаном у головній ролі. Вихід фільму прогнозується на 15 січня 2010 року. Фільм знімався в Нью-Мексико з жовтня по грудень 2008 року.

## Сюжет
Добродушний китаєць (Джекі Чан) наглядає за сусідськими дітьми. Коли один з дітей скачує таємний код, у чоловіка починаються проблеми, на нього і на дітей нападають агенти, і Джекі зобов'язаний захищати дітей від нападників.

## В ролях
- Джекі Чан — Боб Ху, шпигун, працюючий на ЦРУ
- Магнус Шевінг — Антон Полдарк, російський терорист
- Біллі Рей Сайрус — Колтон Джеймс, партнер Боба
- Джордж Лопес — Глейз, начальник Боба та працюючій на Полдарка
- Лукас Тілл — Ларрі, підліток, працюючий на Полдарка
- Амбер Валета — Джилліан Ґілен
- Медліе Керролл — Фаррен, пасербиця Джилліан
- Вілл Шадлей — Іен, син Джилліан
- Аліна Фолей — Нора, донька Джилліан
- Кетрін Бочхер — Тетяна Кріл
- Джефф Чейз — російський бандит